# Дрейбер
Дрейбер (нід. Drijber) — село в нідерландській провінції Дренте. Входить до муніципалітету Мідден-Дренте.
Його площа становить 13,48 км², а населення станом на 2021 рік складало 475 осіб.
Перша згадка про населений пункт датується 1217 роком.